# توجه

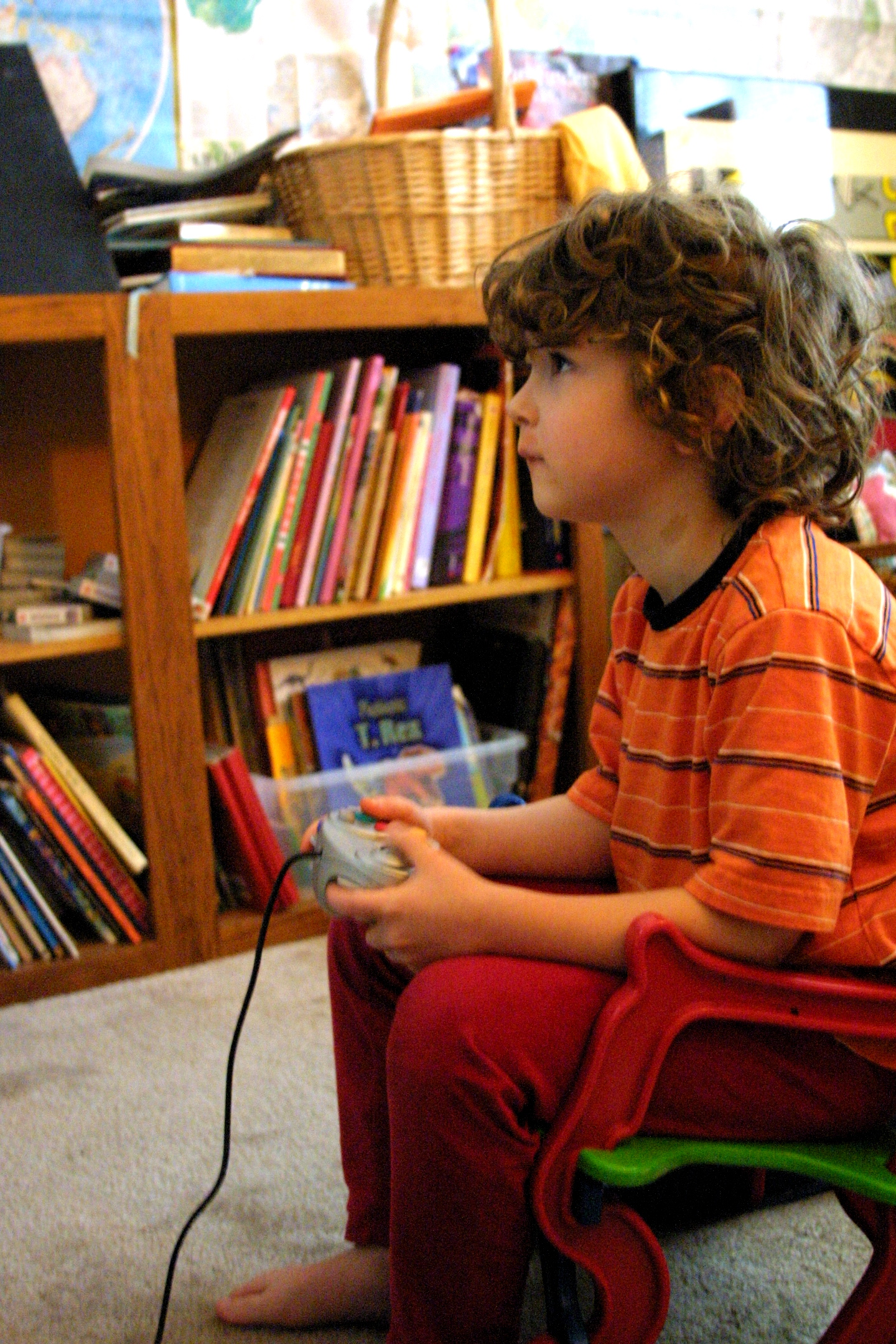
کودکی که توجه‌اش روی یک بازی رایانه‌ای متمرکز شده

توجه  یا آنامِش (به انگلیسی Attention) یک فرایند شناختی است که در آن تمرکز ذهن بر محرک یا محرکهای خاصی از محیط جمع می‌شود و محرکهای محیطی دیگر نادیده گرفته می‌شوند.
توجه یکی از موضوعاتی است که در روان‌شناسی و علوم اعصاب شناختی به آن بسیار پرداخته شده است و یکی از زمینه‌های اصلی تحقیق در آموزش و پرورش، روان‌شناسی و علوم اعصاب است. زمینه‌های فعال این تحقیقات شامل بررسی سرچشمهٔ سیگنال‌های مولد توجه، تأثیر این سیگنال‌ها بر میزان‌سازی یاخته‌های عصبی حسی و رابطهٔ بین توجه و دیگر فرایندهای شناخت‌پذیر مانند حافظهٔ کاری و هوشیاری می‌شود. یکی از زمینه‌های به‌نسبت جدید تحقیق در این زمینه، بررسی ضربات مغزی تروماتیک و اثرات آن‌ها بر توجه است.

## توضیحات کلی
توجه عبارت است از تمرکز آگاهی بر یک پدیده به استثنای محرکهای دیگر. این فرایند تمرکز انتخابی بر یک جنبه گسسته از اطلاعات است، خواه ذهنی یا عینی در نظر گرفته شود. ویلیام جیمز (۱۸۹۰) نوشت که «توجه عبارت است از تصاحب ذهن، به شکلی واضح و روشن، از یکی از آنچه به نظر می‌رسد چندین شیء یا رشته فکری همزمان ممکن است. تمرکز، دقت، آگاهی از جوهره آن است.» توجه نیز به عنوان تخصیص منابع پردازش شناختی محدود توصیف شده است. توجه با یک گلوگاه دقت پردازش بالا آشکار می‌شود، از نظر میزان داده‌هایی که مغز می‌تواند در هر ثانیه پردازش کند. به عنوان مثال، در بینایی انسان، تنها کمتر از ۱٪ از داده‌های ورودی بصری (حدود یک مگابایت در ثانیه) می‌تواند وارد گلوگاه شود، که منجر به کوری بدون توجه می‌شود.